# Wairarapa duplaris
Wairarapa duplaris é uma espécie de gastrópode do gênero Wairarapa, pertencente a família Drilliidae.